# Manchester City (Frauenfußball)
Der Manchester City Women’s Football Club (ehemals Manchester City Ladies F.C.), allgemein bekannt als Manchester City, ist ein englischer Frauenfußballverein mit Sitz in Manchester, der in der FA Women’s Super League spielt. Dieser Verein ist die Frauenfußballmannschaft von Manchester City, das in der Premier League beim Männerfußball spielt.

## Geschichte

### National League (1988–2013)

#### 1988–1996: Gründung und anfängliche Schwierigkeiten
Der Manchester City Ladies Football Club wurde im November 1988 auf die Idee von Neil Mather, dem Community Officer von Manchester City, der der erste Cheftrainer der Mannschaft werden sollte, sowie mehrerer anderer Personen, die am Gemeinschaftsprogramm des Vereins beteiligt waren, gegründet. Das erste Spiel des Vereins war ein Freundschaftsspiel gegen Oldham auf dem Kunstrasen von Boundary Park, das City mit 4:1 gewann. Da der Verein erst spät gegründet wurde, konnten nur Freundschaftsspiele in seiner ersten Saison ausgetragen werden. Aus diesem Grund trat das Team im folgenden Jahr der North West Women’s Regional Football League mit der Hoffnung, den Frauenfußball bekannter zu machen, bei. Colin Hendry, Verteidiger der ersten Mannschaft von Manchester City, wurde im März 1990 zum Vereinspräsidenten während einer Zeit ernannt, wo der Verein viel Beifall unter den Erstliga-Vereinen in Nordwestengland für die Gründung einer eigenen Frauenmannschaft erhalten hatte.
Manchester City Ladies hatte in seinen ersten Ligaspielen zunächst mit der Stärke der Gegner zu kämpfen, da sie allein aufgrund ihres bekannten Namens sofort in die zweite Liga von vier Mannschaften abgestiegen waren. Doch sie konnten ihre Ergebnisse so weit verbessern, dass sie im Mittelfeld waren. In ihrer zweiten Saison steigerten sie sich weiter und schafften in der Folge ihren ersten Aufstieg.
Obwohl Manchester City Ladies sich in der obersten Liga der North West Women’s Regional Football League etablierte, war das Vermögen des Vereins aufgrund mangelnder finanzieller Unabhängigkeit an die Männermannschaft gebunden, was 1996/97 zu einem ersten Abstieg führte, eine Saison, nachdem die Männermannschaft selbst aus der Premier League abgestiegen war. Die finanzielle Unterstützung des Vereins für seine Frauenmannschaft wurde reduziert, schlechte Bedingungen in Platt Lane führten zu einer Reihe von Spielverschiebungen und ein Mangel an Spielerinnen führte zu Diskussionen darüber, ob die Damenmannschaft in Stockport County Ladies eingegliedert werden sollte.

#### 1997–2013: Aufschwung
Als Manchester City W.F.C. abgestiegen war, wurde der Verein von Derek Heath, der Cheftrainer der Stockport County Ladies, reorganisiert. Heath wechselte zu Manchester City W.F.C., da die Stockport County Ladies sich weigerten, sich der gleichnamigen männlichen Mannschaft anzuschließen. Heath holte jede Menge neue Spielerinnen – viele davon direkt aus Stockport – und gründete die erste Juniorenmannschaft überhaupt, als er dafür sorgte, dass Manchester City W.F.C. die U14-Mannschaft von Stockport übernahm, die sein ehemaliger Klub nicht länger unterstützen konnte. Obwohl Heath kaum ein Jahr nach seinem Eintritt in den Klub nach kurzem Kampf gegen den Krebs starb, blieb Manchester City W.F.C. die gesamte Saison 1997/98 in der Liga ungeschlagen und holte auf Anhieb ihr erster offizieller Titel in der zweiten Liga.
Der Aufstieg im Jahr 1998 war der Beginn einer Erfolgsphase für Manchester City W.F.C. Nachdem sie um 1999 einen zweiten Aufstieg nur knapp verpasst hatten, gewannen sie in der Saison 1999/2000 die Premier Division und schlugen Barnsley im Aufstiegs-Play-off. Somit stieg der Verein zum ersten Mal in die North West Regional Football League auf. In der folgenden Saison gewannen sie die Northern Combination und stiegen in die Northern Division der WFA National League, die 1992 in Women’s Premier League umbenannt wurde, auf. Der Schritt in die WPL erwies sich jedoch als großer Schritt, und der Verein entging mehrmals nur knapp dem Abstieg und landete in den ersten sieben Spielzeiten nie außerhalb der unteren Tabellenhälfte. Erst die Ernennung von Leigh Wood zum Cheftrainer im Jahr 2007 wurde den Verein mit der Zeit vom Abstiegskandidaten zum Titelanwärter.

### Women’s Super League

#### 2014–2015: Professionalität und früher Erfolg
Als das englische Frauenfußball-Ligasystem um 2010 geändert wurde, galt die FA Women’s Super League als neuer Spitzenwettbewerb über der FA Women’s Premier League. Der englische Fußballverband gab bekannt, dass dieser Beitritt auf Bewerbung und nicht auf Aufstieg basieren würde und dass alle Mitglieder der WPL National Division sowie die beiden Bestplatzierten der beiden Regionalligen zur Bewerbung berechtigt seien. Manchester City W.F.C. verpasste die Chance und wurde stattdessen Vierter, ergriff aber etwa drei Saisons später seine nächste Chance, der WSL beizutreten, als diese zu einem zweistufigen Ligasystem mit 18 Teams erweitert wurde. Zu diesem Zeitpunkt hatte der Verein die Northern Division gewonnen und spielte in der National Division. Zu einiger Überraschungen und Kontroversen wurde am 26. April bekannt gegeben, dass City Ladies direkt in die erste Liga des erweiterten Wettbewerbs auf Kosten des etablierten Teams Doncaster Rovers Belles, das in die zweite Liga zurückgestuft wurde und als einziges Team seinen Status in der ersten Liga verlor, aufgenommen wurde.
Im Vorfeld seiner ersten WSL-Saison begann der Verein mit einer kompletten Erneuerung des Kaders und verpflichtete eine Reihe englischer Nationalspielerinnen und vielversprechender Spielerinnen, darunter die englische Torhüterin Karen Bardsley, die Mittelfeldspielerin Jill Scott und die neue Vereinskapitänin Steph Houghton, mit der Absicht, von Anfang an Eindruck in der Liga zu machen. Am 23. Januar 2014 wurde der Verein mit einer geringfügigen Umbenennung in Manchester City Women’s Football Club neu gegründet. Nick Cushing wurde zum Trainer der ersten Mannschaft ernannt und Leigh Wood wechselte zum Cheftrainer der ersten Mannschaft.

#### 2016–2020: Dominanz und Teil der „Big Three“
Von 2016 bis 2020 entwickelte Manchester City W.F.C. sich zu einer der Top-Mannschaften im englischen Frauenfußball, als es die Liga um 2016 gewann und bis zum Ende des Jahrzehnts zwei FA-Women’s-Cup- und zwei weitere FA-Women’s-League-Cup-Titel holte.

## Erfolge

### National

#### Ligawettbewerbe
- FA Women’s Super League (Niveau 1)
  - Meister: 2016
  - Vizemeister (6×): 2015, 2017, 2017/18, 2018/19, 2019/20, 2020/21
- FA Women’s National League North (Niveau 3)
  - Meister: 2011/12
- Northern Combination Women's Football League (Niveau 3)
  - Meister: 2000/01
- North West Women’s Regional Football League Premier Division (Niveau 4)
  - Meister: 1999/2000
  - Vizemeister: 1998/99
- North West Women’s Regional Football League Division Two (Niveau 4)
  - Meister: 1997/98

#### Pokalwettbewerbe
- FA Women’s Cup
  - Sieger (3×): 2016/17, 2018/19, 2019/20
  - Finalist: 2021/22
- FA Women’s League Cup
  - Sieger (4×): 2014, 2016, 2018/19, 2021/22
  - Finalist: 2017/18
- North West Challenge Trophy
  - Sieger: 1999/2000
- North West League Cup
  - Sieger: 1999/2000

## Saisondaten seit 2014
| Saison                                                | Liga              | Liga   | Liga | Liga | Liga | Liga  | Liga | Liga | FA Cup        | League Cup    | Champions League | Andere Wettbewerbe | Andere Wettbewerbe | Torschützen                        | Tore |
| Saison                                                | Division (Niveau) | Spiele | S    | U    | N    | Tore  | Pkt. | Pos. | FA Cup        | League Cup    | Champions League | Wettbewerb         | Resultat           | Torschützen                        | Tore |
| ----------------------------------------------------- | ----------------- | ------ | ---- | ---- | ---- | ----- | ---- | ---- | ------------- | ------------- | ---------------- | ------------------ | ------------------ | ---------------------------------- | ---- |
| 2014                                                  | WSL 1 (1)         | 14     | 6    | 1    | 7    | 13:16 | 19   | 5.   | Viertelfinale | Sieger        | –                | –                  | –                  | Toni Duggan                        | 11   |
| 2015                                                  | WSL 1 (1)         | 14     | 9    | 3    | 2    | 25:11 | 30   | 2.   | Halbfinale    | Viertelfinale | –                | –                  | –                  | Toni Duggan                        | 12   |
| 2016                                                  | WSL 1 (1)         | 16     | 13   | 3    | 0    | 36:4  | 42   | 1.   | Halbfinale    | Sieger        | Halbfinale       | –                  | –                  | Jane Ross                          | 13   |
| 2017                                                  | WSL SS (1)        | 8      | 6    | 1    | 1    | 17:6  | 19   | 2.   | Sieger        | –             | –                | –                  | –                  | Lucy Bronze Jill Scott Toni Duggan | 4    |
| 2017/18                                               | WSL 1 (1)         | 18     | 12   | 2    | 4    | 51:17 | 38   | 2.   | Halbfinale    | Zweiter       | Halbfinale       | –                  | –                  | Nikita Parris                      | 18   |
| 2018/19                                               | WSL 1 (1)         | 20     | 14   | 5    | 1    | 53:17 | 47   | 2.   | Sieger        | Sieger        | Ro32             | –                  | –                  | Nikita Parris                      | 24   |
| 2019/20                                               | WSL 1 (1)         | 16     | 13   | 1    | 2    | 39:9  | 40   | 2.   | Sieger        | Halbfinale    | Ro16             | –                  | –                  | Pauline Bremer                     | 22   |
| 2020/21                                               | WSL 1 (1)         | 22     | 17   | 4    | 1    | 65:13 | 55   | 2.   | Halbfinale    | Viertelfinale | Viertelfinale    | Community Shield   | Zweiter            | Chloe Kelly Ellen White            | 15   |
| 2021/22                                               | WSL 1 (1)         | 22     | 15   | 2    | 5    | 60:32 | 47   | 3.   | Zweiter       | Sieger        | 2QR              | –                  | –                  | Lauren Hemp                        | 10   |
| 2022/23                                               | WSL 1 (1)         | 22     | 15   | 2    | 5    | 50:25 | 47   | 4.   | Viertelfinale | Halbfinale    | 1QR              | –                  | –                  | Khadija Shaw                       | 31   |
| 2023/24                                               | WSL 1 (1)         | 22     | 18   | 1    | 3    | 61:15 | 55   | 2.   | Viertelfinale | Halbfinale    | –                | –                  | –                  | Khadija Shaw                       | 22   |
| Gold unterlegt: Titelgewinn Silber unterlegt: Zweiter |                   |        |      |      |      |       |      |      |               |               |                  |                    |                    |                                    |      |

## Spiele im Europapokal
| Saison  | Wettbewerb                    | Runde                       | Gegner                  | Gesamt | Hin     | Rück    |
| ------- | ----------------------------- | --------------------------- | ----------------------- | ------ | ------- | ------- |
| 2016/17 | UEFA Women’s Champions League | 1. Runde                    | Swesda 2005 Perm        | 6:0    | 2:0 (H) | 4:0 (A) |
| 2016/17 | UEFA Women’s Champions League | Achtelfinale                | Brøndby IF              | 2:1    | 1:0 (H) | 1:1 (A) |
| 2016/17 | UEFA Women’s Champions League | Viertelfinale               | Fortuna Hjørring        | 2:0    | 1:0 (A) | 1:0 (H) |
| 2016/17 | UEFA Women’s Champions League | Halbfinale                  | Olympique Lyon          | 2:3    | 1:3 (H) | 1:0 (A) |
| 2017/18 | UEFA Women’s Champions League | 1. Runde                    | SKN St. Pölten          | 6:0    | 3:0 (A) | 3:0 (H) |
| 2017/18 | UEFA Women’s Champions League | Achtelfinale                | Lillestrøm SK           | 7:1    | 5:0 (A) | 2:1 (H) |
| 2017/18 | UEFA Women’s Champions League | Viertelfinale               | Linköpings FC           | 7:3    | 2:0 (H) | 5:3 (A) |
| 2017/18 | UEFA Women’s Champions League | Halbfinale                  | Olympique Lyon          | 0:1    | 0:0 (H) | 0:1 (A) |
| 2018/19 | UEFA Women’s Champions League | 1. Runde                    | Atlético Madrid         | 1:3    | 1:1 (A) | 0:2 (H) |
| 2019/20 | UEFA Women’s Champions League | 1. Runde                    | FC Rapid Lugano         | 11:1   | 7:1 (A) | 4:0 (H) |
| 2019/20 | UEFA Women’s Champions League | Achtelfinale                | Atlético Madrid         | 2:3    | 1:1 (H) | 1:2 (A) |
| 2020/21 | UEFA Women’s Champions League | 1. Runde                    | Kopparbergs/Göteborg FC | 5:1    | 2:1 (A) | 3:0 (H) |
| 2020/21 | UEFA Women’s Champions League | Achtelfinale                | AC Florenz              | 8:0    | 3:0 (H) | 5:0 (A) |
| 2020/21 | UEFA Women’s Champions League | Viertelfinale               | FC Barcelona            | 2:4    | 0:3 (A) | 2:1 (H) |
| 2021/22 | UEFA Women’s Champions League | 2. Qualifikationsrunde      | Real Madrid             | 1:3    | 1:1 (A) | 0:2 (H) |
| 2022/23 | UEFA Women’s Champions League | 1. Qualifikationsrunde (HF) | FC Tomiris Turan        | 6:0    | 6:0 (N) | 6:0 (N) |
| 2022/23 | UEFA Women’s Champions League | 1. Qualifikationsrunde (F)  | Real Madrid             | 0:1    | 0:1 (N) | 0:1 (N) |
| 2024/25 | UEFA Women’s Champions League | 2. Qualifikationsrunde      | Paris FC                | 8:0    | 5:0 (A) | 3:0 (H) |
| 2024/25 | UEFA Women’s Champions League | Gruppenphase                | FC Barcelona            | 2:3    | 2:0 (H) | 0:3 (A) |
| 2024/25 | UEFA Women’s Champions League | Gruppenphase                | SKN St. Pölten          | 5:2    | 3:2 (A) | 2:0 (H) |
| 2024/25 | UEFA Women’s Champions League | Gruppenphase                | Hammarby IF             | 4:1    | 2:0 (H) | 2:1 (A) |
| 2024/25 | UEFA Women’s Champions League | Viertelfinale               | Chelsea FC Women        | 2:3    | 2:0 (H) | 0:3 (A) |

Gesamtbilanz: 42 Spiele, 28 Siege, 5 Unentschieden, 9 Niederlagen, 89:34 Tore (Tordifferenz +55)

## Aktueller Kader

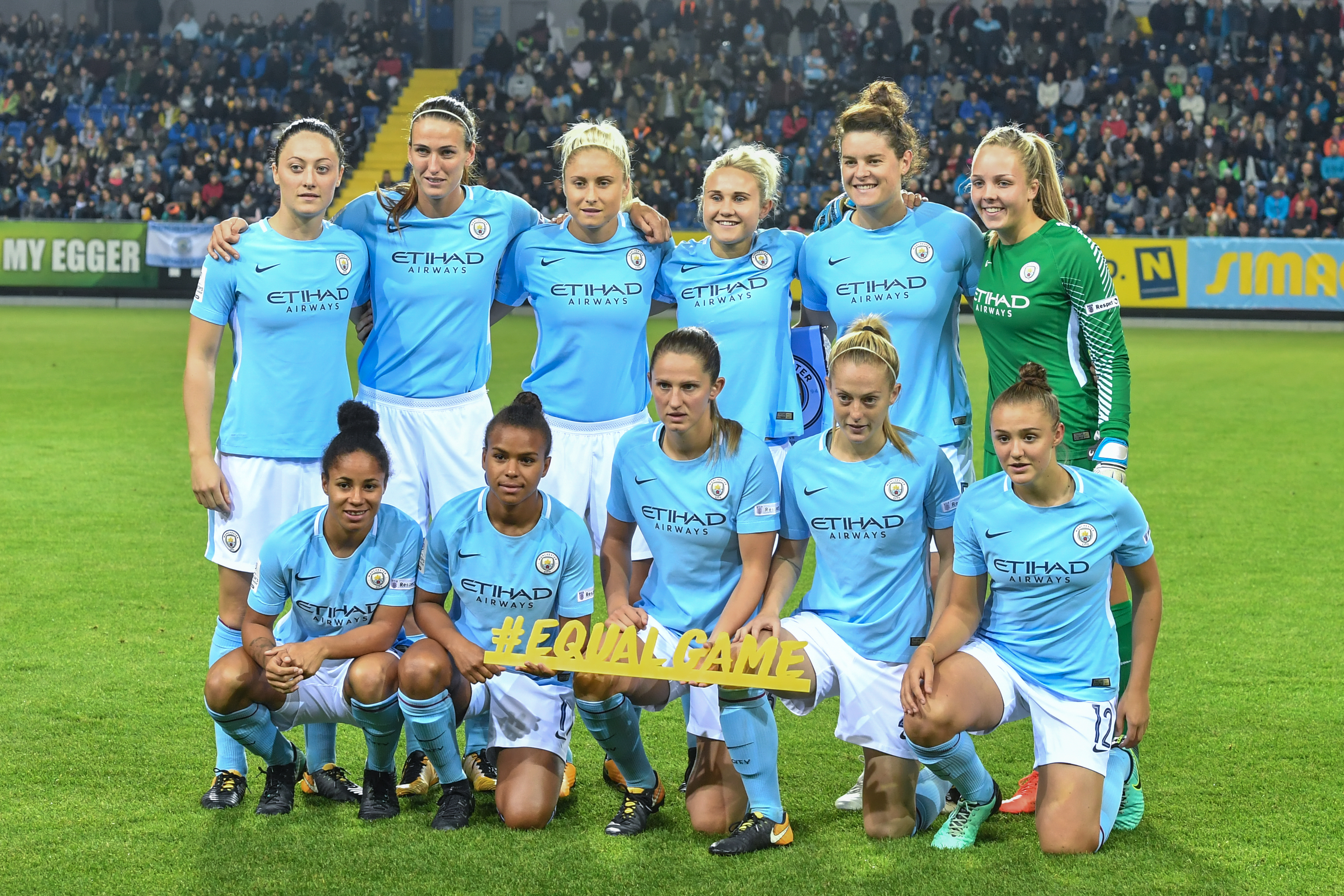
Der Kader von Manchester City W.F.C. vor einem Champions-League-Spiel gegen SKN St. Pölten am 4. Oktober 2017

- Stand: 5. Juli 2024[22]

| Nr.        | Nat.        | Name                   | Geburtstag    | im Verein seit               |     |     |
| Tor        | Tor         | Tor                    | Tor           | Tor                          | Tor | Tor |
| ---------- | ----------- | ---------------------- | ------------- | ---------------------------- | --- | --- |
| 22         | Schottland  | Sandy MacIver          | 18. Juni 1998 | 2022                         |     |     |
| 35         | England     | Khiara Keating         | 27. Juni 2004 | 2015 (als Juniorenspielerin) |     |     |
| 40         | England     | Katie Startup          | 28. Jan. 1999 | 2024                         |     |     |
| Abwehr     |             |                        |               |                              |     |     |
| 4          | Spanien     | Laia Aleixandri        | 25. Aug. 2000 | 2022                         |     |     |
| 5          | England     | Alex Greenwood         | 7. Sep. 1993  | 2020                         |     |     |
| 15         | Spanien     | Leila Ouahabi          | 22. März 1993 | 2022                         |     |     |
| 18         | Niederlande | Kerstin Casparij       | 19. Aug. 2000 | 2022                         |     |     |
| 26         | Irland      | Tara O’Hanlon          | 14. März 2005 | 2024                         |     |     |
| 27         | Deutschland | Rebecca Knaak          | 23. Juni 1996 | 2025                         |     |     |
| 33         | Australien  | Alanna Kennedy         | 21. Jan. 1995 | 2021                         |     |     |
| Mittelfeld |             |                        |               |                              |     |     |
| 7          | England     | Laura Coombs           | 29. Jan. 1991 | 2019                         |     |     |
| 19         | England     | Laura Blindkilde Brown | 20. Jan. 1996 | 2024                         |     |     |
| 20         | Niederlande | Jill Roord             | 22. Apr. 1997 | 2023                         |     |     |
| 25         | Japan       | Yui Hasegawa           | 29. Jan. 1997 | 2022                         |     |     |
| Sturm      |             |                        |               |                              |     |     |
| 6          | Niederlande | Vivianne Miedema       | 15. Juli 1996 | 2024                         |     |     |
| 8          | Australien  | Mary Fowler            | 14. Feb. 2003 | 2022                         |     |     |
| 9          | England     | Chloe Kelly            | 15. Jan. 1998 | 2020                         |     |     |
| 11         | England     | Lauren Hemp            | 7. Aug. 2000  | 2018                         |     |     |
| 16         | England     | Jess Park              | 21. Okt. 2001 | 2017                         |     |     |
| 17         | England     | Poppy Pritchard        | 3. Dez. 2005  | 2024                         |     |     |
| 21         | Jamaika     | Khadija Shaw           | 31. Jan. 1997 | 2021                         |     |     |

### Trainerstab
| Nat.    | Name              | Funktion          | Seit |
| ------- | ----------------- | ----------------- | ---- |
| Wales   | Gareth Taylor     | Cheftrainer       | 2020 |
| England | Charlotte O'Neill | Trainerdirektorin | 2015 |

## Spielstätte
Die Spielstätte des Manchester City W.F.C. ist das Joie Stadium, das direkt gegenüber dem City of Manchester Stadium an der Ashton New Road und dem Alan Turing Way liegt. Sie hat eine Kapazität von 7000 Zuschauern und dort wird der Trainingskomplex des Vereins und der der A-Mannschaft der Männerakademie untergebracht. Das Stadion hat seit Mitte 2015 dreimal einen Besucherrekord für ein FA WSL-Ligaspiel aufgestellt. Vor dem Umzug ins Academy Stadium war der Manchester City W.F.C. in der Manchester Regional Athletics Arena untergebracht.
Am 14. September 2023 gab Manchester City die Babyartikelmarke Joie als offizieller Namenspartner der Spielstätte bekannt.

## Zugehörigkeit zu Manchester City
Im Laufe seiner Geschichte war Manchester City W.F.C. mit Manchester City verbunden und Manchester City W.F.C. wurde 1988 innerhalb der Unternehmensstruktur von Manchester City gegründet. Es wurden noch immer nachgebildete Trikots der Herrenmannschaft getragen und die Profimannschaft unterstützte das Team finanziell, doch organisatorisch verwaltete es sich während des Großteils seiner Existenz selbst. Der Verein wurde 1988 als Teil von City in the Community gegründet mit seiner Entwicklung in den 1990er Jahren. Darüber hinaus beruhte der Verein auf dem Engagement einer Reihe von Funktionären, Einzelpersonen und Freiwilligen von Manchester City Ladies.
Nach einer Ankündigung am 28. August 2012 wurde die Position von Manchester City Ladies als offizielle Abteilung des Vereins im Rahmen einer neuen Vereinbarung formalisiert. Folglich teilte die Frauenmannschaft nicht nur Unternehmensverbindungen und Ressourcen mit der Herrenmannschaft, sondern auch deren Trainingsanlagen und ist in das Marketing und den sozialen Medien der Premier-League-Mannschaft eingebunden.